# 雙三角錐台
在幾何學中，雙三角錐台是雙錐台的一種，指二個三角錐台底面語底面相皆所組成的立體，或是雙三角錐被二個平行平面所截位於二個平面中間的立體圖形。每個雙三角錐台皆有6個梯形和2個三角形。
雙三角錐台可以是一種分子構形，如金-銀奈米粒子構形。
雙三角錐台可以透過用三對雙三角錐（二個正四面體）包住二個迪在一起的正八面體來構造。這代表了扭動交替立方體鑲嵌的一部分。此外該種形狀的面皆為正多邊形，但有共面因此也是擬詹森多面體的一種。
雙三角錐台是詹森多面體雙三角錐柱的對偶多面體。

## 對偶
雙三角錐台的對偶多面體是雙三角錐柱，是92種詹森多面體中的其中一個，其編號為J14，它可由一個正三角柱在兩端各連接一個正多面體大小相同的正四面體面接合而成，與雙三角錐(J12)有一定的相似程度。這92種Johnson立體最早在1996年由Johnson Norman命名並給予描述。
雙三角錐台的對偶為九面體，具有9個面：6個三角形和3個正方形，15個邊和8個頂點。
| 雙三角錐台的對偶 | 對偶的展開圖 |
| ---------------- | ------------ |
|                  |              |

## 相關多面體
雙三角錐台是由雙三角錐被二個平面所截所形成的立體，與其相關的平截頭體包括雙三角錐只被一個平面所截形成的三角錐台錐，與三角錐柱或三角錐以不同方式截出的平截頭體。

### 三角錐台錐
在幾何學中，三角錐台錐是一種將三角錐台與三角錐底面對底面相接的立體，或是與用一個平面截雙三角錐後得到二個立體，一個是三角錐，另一個就是三角錐台錐。
三角錐台錐為自身對偶，具有7個面、12個邊和7個頂點，其可以為詹森多面體正三角錐柱的對偶，由於大部分的三角錐台錐為自身對偶，但有例外即詹森多面體的對偶多面體
三角錐台錐也是正三角錐柱的對偶，是一種七面體，具有7個面：3個等腰三角形、3個等腰梯形和一個正三角形。
| 三角錐台錐 | 三角錐台錐的展開圖 |
| ---------- | ------------------ |
|            |                    |

### 三角錐台柱
三角錐台柱是由三角錐台與三角柱組合而成的立體。三角柱的其中一個底面貼合在三角錐台的其中一個底面上。三角錐台柱有兩種可能的型態：三角柱貼合在三角錐台較小的底面上、三角柱貼合在三角錐台較大的底面上。三角錐台柱的拓樸結構與雙三角錐台相同，差別只在三角錐台柱的其中一側柱狀結構側面沒有傾斜程度，而雙三角錐台兩側的側面都有傾斜程度。

### 三角錐台
在幾何學中，三角錐台是一種錐台或平截頭體，三角錐台可以視作雙三角錐台的一半，但更精確的定義為一個三角錐被兩個平行平面所截後，位於兩個平行平面之間的立體，或是說一個四面體被平行於四面體的任一個面的平面所截，會截出二個立體，一個是與原來相似的四面體，另一個是三角錐台。三角錐台雖與雙三角錐台相似，但擁有不同的對稱性，且其對稱性較雙三角錐台低，也不屬於任何一個詹森多面體的對偶多面體。三角錐台是一種五面體，有5個面、9個邊和6個頂點。

## 外部連結
- Conway Notation for Polyhedra （页面存档备份，存于） Try: t3dP3